# Jošavka Gornja
Jošavka Gornja (cyr. Јошавка Горња) – wieś w Bośni i Hercegowinie, w Republice Serbskiej, w gminie Čelinac. W 2013 roku liczyła 441 mieszkańców.